# 에이미 (1982년)
에이미(Amy, 한국어명: 이윤지(李允智), 1982년 1월 7일 ~ )는 대한민국에서 연예 활동을 하다 마약과 법을 무시한 각종 행동으로 미국으로 추방한 한국계 미국인 방송인이다.

## 학력
- 네바다 대학교 라스베이거스 캠퍼스(en:University of Nevada, Las Vegas) 호텔관광경영학 학사 학위

## 사건

### 마약 복용 사건
2012년 9월 14일 마약류의 일종인 프로포폴을 불법 투약한 혐의로 구속되었으며, 9월 28일 검찰로 송치되어 관련 혐의에 대한 조사를 받고 있는 것으로 알려져 있다.
2012년 10월 18일, 검찰은 징역 1년 형을 구형했으며, 한 달 뒤인 11월 1일, 징역 8개월에 집행유예 2년을 선고받았고, 사회봉사 46시간에 약물치료 24시간을 명령받았다. 2014년 6월 29일 졸피뎀 복용 혐의로 불구속 기소되었으며 현재 모든 방송사 출연정지 명단에 올랐다.
2017년 3월 21일, 남동생의 결혼에 맞춰 주로스앤젤레스 대한민국 총영사관에 입국 허가 신청을 냈고, 5일 체류 승인을 받았다.
2021년 1월 13일, 입국 금지 기간이 만료되어 인천공항을 통해 한국으로 들어 올 예정이다.

### 휘성 폭로 사건
에이미는 2016년 4월 16일 인스타그램을 통해 자신과 함께 프로포폴과 졸피뎀을 투약한 연예인이 있다고 폭로했다. 그 연예인은 휘성이였지만 휘성은 인스타그램에서 허위 사실이라고 해명하였다. 하지만 휘성이 프로포폴 투약 혐의로 경찰 조사를 받고 있다는 사실이 밝혀지면서 에이미의 과거 폭로글이 재조명되었다. 이에 에이미는 2020년 4월 10일 스포츠조선과의 인터뷰에서 "내 글은 진실이였다."고 주장하였다.

## 출연 작품
- 악녀일기
- 해피선데이 - 꼬꼬 관광 싱글♥싱글
- 철퍼덕 하우스 (시즌 1) (공동 MC) (중도 합류)[12]
- 2012년 OCN 《신의 퀴즈 3》 - 카페 손님 역 (특별 출연)

## 참고 사항
- 앞서 본 것처럼  졸피뎀 복용혐의로 불구속 기소되어[13] 모든 방송사 출연금지 명단에 올라 있는데 본인이 게스트로 출연한 KBS 2TV 해피선데이 '꼬꼬 관광' 공동 MC였던 신정환은 필리핀 도박 혐의 탓인지 본인이 부른 노래 - 참여한 노래가 KBS에서 금지곡이 된 데 이어[14] 모든 지상파 출연정지 명단에 올랐다.